# Southside Double-Wide: Acoustic Live
Southside Double-Wide: Acoustic Live è un album dal vivo acustico del gruppo musicale alternative metal statunitense Sevendust, pubblicato nel 2004.
Include anche un DVD con il video del concerto.

## Tracce
1. Trust – 5:18
2. Seasons – 3:48
3. Xmas Day – 5:17
4. Beautiful – 4:07
5. Follow – 4:27
6. Skeleton Song – 4:22
7. Disgrace – 3:55
8. Hurt (Nine Inch Nails cover) – 4:07
9. Angel's Son – 3:45
10. Rumble Fish – 4:10
11. Too Close to Hate – 4:46
12. Black – 4:49
13. Prayer – 3:09
14. Bitch – 2:52
15. Broken Down (Studio) – 3:34

## Formazione
- Lajon Witherspoon - voce
- Clint Lowery - chitarra, cori
- John Connolly - chitarra, cori
- Vinnie Hornsby - basso
- Morgan Rose - batteria, cori